# První české gymnázium v Karlových Varech
První české gymnázium v Karlových Varech je všeobecné gymnázium, na kterém je možno studovat čtyřletý i osmiletý studijní plán. Nachází se v Karlových Varech v části obce Drahovice.

## Historie
Výnosem ministerstva školství a národní osvěty dne 21. srpna 1924 bylo založeno české státní reformní reálné gymnázium v Karlových Varech s právním trváním od 1. září 1924. V Karlových Varech tvořilo české obyvatelstvo menšinu, a tak nemělo gymnázium dlouho svou vlastní budovu, např. od roku 1926 sídlilo v budově určené pro internát Ústřední matice školské. I přes odpor německé administrativy se však podařilo v roce 1933 přesídlit z Rybář do dnešní Poděbradské ulice v centru města. V dobách hospodářské krize to byl těžký úkol. Nicméně tou dobou dokončovala svou zkoušku dospělosti již čtvrtá generace[ujasnit] gymnazistů. Chod gymnázia přerušila 2. světová válka. Školní rok 1938/1939 byl sice zahájen, ale Mnichovský diktát studium českých žáků přerušil. Většina českých rodin se odstěhovala do vnitrozemí, a tak zanikly kořeny, které si zde české gymnázium dlouho a pracně budovalo. Knihovna literárního historika Jana Jakubce, kterou karlovarskému gymnáziu odkázal, musela být přemístěna do gymnázia v Rakovníku.
Během války sloužila budova ponejprv jako dívčí škola, poté jako vojenský lazaret. V květnu 1945 byla budova školy obsazena ruskými vojsky. V září 1945 bylo znovuzahájeno vyučování. Ve 40. letech bylo žáků i učitelů nedostatek - přibližně třetina původního počtu. V následujících letech měnila škola často budovu i název, pod kterým vystupovala. Svoje nynější umístění v Drahovicích na Národní ulici získalo gymnázium roku 1961.
Roku 1995 propůjčilo MŠMT škole čestný název První české gymnázium v Karlovy Vary. Roku 1995 proběhla na budově školy také generální rekonstrukce. Byla přistavěna nová vstupní hala a propojení s druhou menší budovou (ve zdejším slangu "školičkou").

## Seznam ředitelů
- PhDr. Michal Hynais (1924-1937)[1]
- Ladislav Kleisl (1937-1938)
- Bohumil Macák (1945-1948)
- Jan Kubáň (březen-listopad 1948 a 1951-1952)
- Miloslav Pitter (1952-1958)
- Antonín Kostohryz (1958-1960)
- Miroslava Žáčková (1960-1961)
- Štěpán Müller (1958-1961 a 1961-1975)
- PaedDr. František Náhlovský (1975-1990)
- Mgr. Jan Malecha (1990-1996)
- RNDr. Zdeněk Papež (1996-2024)
- Ing. Dušan Kondel (2024-současnost)

## Významní studenti
- Jindřiška Klímová
- Karel Nešpor
- Karel Paleček
- Daniela Kolářová
- Rudolf Křesťan
- Miki Jelínek
- Vladimír Miltner
- Jiří Oberfalzer
- Emma Srncová
- Karel Fron
- Karel Stádník
- Kateřina Zohnová
- Josef Žižka
- Jaroslava Jermanová
- Paul L. Garvin[4]